# Zombie Revenge
Zombie Revenge is een Computerspel dat werd uitgebracht door Sega. Het spel kwam in 1999 uit als arcadespel en de Sega Dreamcast.

## Platforms
- Arcade (1999)
- Dreamcast (1999)

## Ontvangst
| Beoordeeld door                     | Platform  | Datum             | Score |
| ----------------------------------- | --------- | ----------------- | ----- |
| Gamer's Pulse                       | Dreamcast | 7 december 2000   | 81%   |
| DC-UK                               | Dreamcast | januari 2000      | 81%   |
| 4Players.de                         | Dreamcast | 27 september 2000 | 79%   |
| Gaming Target                       | Dreamcast | 5 september 2001  | 75%   |
| Digital Press - Classic Video Games | Dreamcast | 18 juni 2005      | 75%   |
| Gamezone (Duitsland)                | Dreamcast | 27 april 2001     | 72%   |
| Super Play                          | Dreamcast | maart 2000        | 60%   |
| Game Revolution                     | Dreamcast | 1 februari 2000   | 58%   |
| The Next Level                      | Dreamcast | 5 februari 2000   | 42%   |
| Thunderbolt Games                   | Dreamcast | 30 juli 2004      | 40%   |